# Avigneau
Avigneau est une ancienne commune du département de l'Yonne qui fut absorbée par la commune d'Escamps entre 1801 et 1806.

## Source
- Des villages de Cassini aux communes d'aujourd'hui, « Notice communale : Avigneau », sur ehess.fr, École des hautes études en sciences sociales.